# Синха, Шантха
Шантха Синха (англ. Shantha Sinha, телугу శాంతా సిన్హా; род. 1 января 1950, Неллуру, Индия) — индийский педагог, профессор Хайдарабадского университета, социальный работник, общественная деятельница, известный борец с использованием детского труда. Председатель Национальной комиссии по защите прав ребёнка. В 1999 году была награждена орденом Падма Шри.

## Биография
Шанта Синха родилась в городе Неллуру в 1950 году. Начальное и среднее образование получила в католической школе Святой Анны в Секундерабаде. Затем обучалась в старших классах высшей девичьей школы Кейса в Секундерабаде.
Продолжила образование в университете Османия. В 1970 году завершила обучение, защитив степень магистра политологии. В 1976 году в университете Джавахарлала Неру она получила степень доктора философских наук.
Ныне Шанта Синха является академиком Хайдарабадского университета. В 2003 году она была удостоена международной премии Рамона Магсайсая. Ранее в 1999 году была награждена орденом Падма Шри и международной премией Альберта Шанкера.
Общественная деятельница, активно борющаяся за права детей. Её деятельность привела к массовому сокращению использования детского труда в штате Андхра-Прадеш. Признавая вклад правозащитницы, индийское правительство назначило её первым председателем вновь образованного Национальной комиссии по защите прав ребёнка.

## Видеозаписи
- Shantha Sinha  (англ.)